# Santa Cruz (Ribero)
Pour les articles homonymes, voir Santa Cruz.
Santa Cruz est l'une des cinq paroisses civiles de la municipalité de Ribero dans l'État de Sucre au Venezuela. Sa capitale est Santa Cruz.